# Lista planetelor minore: 235001–236000
Aceasta este lista planetelor minore cu numerele 235001–236000.

## 235001–235100
| Denumire       | Denumire provizorie | Data descoperirii | Locul descoperirii | Descoperitor(i)    |
| -------------- | ------------------- | ----------------- | ------------------ | ------------------ |
| 235001 –       | 2003 BT83           | 31 ianuarie 2003  | Socorro            | LINEAR             |
| 235002 –       | 2003 BK87           | 26 ianuarie 2003  | Anderson Mesa      | LONEOS             |
| 235004 –       | 2003 CJ12           | 2 februarie 2003  | Palomar            | NEAT               |
| 235006 –       | 2003 CX25           | 12 februarie 2003 | Haleakala          | NEAT               |
| 235008 –       | 2003 DQ9            | 25 februarie 2003 | Campo Imperatore   | CINEOS             |
| 235013 –       | 2003 EM4            | 6 martie 2003     | Desert Eagle       | W. K. Y. Yeung     |
| 235014 –       | 2003 ES4            | 4 martie 2003     | Saint-Véran        | Saint-Véran        |
| 235026 –       | 2003 FC2            | 23 martie 2003    | Drebach            | Drebach            |
| 235027 Pommard | 2003 FH2            | 23 martie 2003    | Vicques            | M. Ory             |
| 235030 –       | 2003 FO6            | 26 martie 2003    | Kleť               | M. Tichý, M. Kočer |
| 235031 –       | 2003 FW11           | 23 martie 2003    | Kitt Peak          | Spacewatch         |
| 235080 –       | 2003 GS51           | 1 aprilie 2003    | Kitt Peak          | M. W. Buie         |
| 235100 –       | 2003 KH35           | 30 mai 2003       | Cerro Tololo       | M. W. Buie         |

## 235101–235200
| Denumire | Denumire provizorie | Data descoperirii  | Locul descoperirii | Descoperitor(i) |
| -------- | ------------------- | ------------------ | ------------------ | --------------- |
| 235105 – | 2003 NW4            | 4 iulie 2003       | Reedy Creek        | J. Broughton    |
| 235191 – | 2003 SG129          | 20 septembrie 2003 | Črni Vrh           | Črni Vrh        |
| 235192 – | 2003 SK129          | 20 septembrie 2003 | Essen              | Essen           |
| 235195 – | 2003 SC138          | 21 septembrie 2003 | Črni Vrh           | J. Skvarc       |

## 235201–235300
| Denumire              | Denumire provizorie | Data descoperirii  | Locul descoperirii | Descoperitor(i)             |
| --------------------- | ------------------- | ------------------ | ------------------ | --------------------------- |
| 235201 Lorántffy      | 2003 SG158          | 23 septembrie 2003 | Piszkéstető        | K. Sárneczky, B. Sipőcz     |
| 235216 –              | 2003 SR217          | 27 septembrie 2003 | Sierra Nevada      | Sierra Nevada               |
| 235217 –              | 2003 SZ223          | 30 septembrie 2003 | Drebach            | T. Payer                    |
| 235258 –              | 2003 ST378          | 26 septembrie 2003 | Apache Point       | SDSS                        |
| 235281 Jackwilliamson | 2003 UV17           | 18 octombrie 2003  | Saint-Sulpice      | B. Christophe               |
| 235282 –              | 2003 UO19           | 20 octombrie 2003  | Kingsnake          | J. V. McClusky              |
| 235283 –              | 2003 UC29           | 22 octombrie 2003  | Kvistaberg         | Uppsala-DLR Asteroid Survey |

## 235301–235400
| Denumire | Denumire provizorie | Data descoperirii | Locul descoperirii | Descoperitor(i) |
| -------- | ------------------- | ----------------- | ------------------ | --------------- |
| 235378 – | 2003 WT48           | 19 noiembrie 2003 | Catalina           | CSS             |

## 235401–235500
| Denumire | Denumire provizorie | Data descoperirii | Locul descoperirii | Descoperitor(i) |
| -------- | ------------------- | ----------------- | ------------------ | --------------- |
| 235413 – | 2003 YY2            | 19 decembrie 2003 | Nashville          | R. Clingan      |

## 235501–235600
| Denumire | Denumire provizorie | Data descoperirii | Locul descoperirii | Descoperitor(i) |
| -------- | ------------------- | ----------------- | ------------------ | --------------- |
| 235563 – | 2004 GE12           | 13 aprilie 2004   | Siding Spring      | SSS             |
| 235566 – | 2004 GP73           | 14 aprilie 2004   | Bergisch Gladbach  | W. Bickel       |

## 235601–235700
| Denumire           | Denumire provizorie | Data descoperirii  | Locul descoperirii | Descoperitor(i) |
| ------------------ | ------------------- | ------------------ | ------------------ | --------------- |
| 235615 –           | 2004 PS104          | 13 august 2004     | Andrushivka        | Andrushivka     |
| 235621 Kratochvíle | 2004 RK3            | 5 septembrie 2004  | Kleť               | KLENOT          |
| 235623 –           | 2004 RV12           | 4 septembrie 2004  | Needville          | Needville       |
| 235676 –           | 2004 RZ287          | 15 septembrie 2004 | 7300 Observatory   | W. K. Y. Yeung  |
| 235692 –           | 2004 SP25           | 20 septembrie 2004 | Goodricke-Pigott   | R. A. Tucker    |

## 235801–235900
| Denumire | Denumire provizorie | Data descoperirii | Locul descoperirii | Descoperitor(i)        |
| -------- | ------------------- | ----------------- | ------------------ | ---------------------- |
| 235839 – | 2004 YH11           | 18 decembrie 2004 | Mount Lemmon       | Mount Lemmon Survey    |
| 235852 – | 2005 AX27           | 14 ianuarie 2005  | Uccle              | E. W. Elst, T. Pauwels |
| 235879 – | 2005 BX34           | 16 ianuarie 2005  | Mauna Kea          | C. Veillet             |
| 235894 – | 2005 CD62           | 14 februarie 2005 | Mayhill            | A. Lowe                |

## 235901–236000
| Denumire           | Denumire provizorie | Data descoperirii | Locul descoperirii | Descoperitor(i)     |
| ------------------ | ------------------- | ----------------- | ------------------ | ------------------- |
| 235902 –           | 2005 DC             | 16 februarie 2005 | Sandlot            | G. Hug              |
| 235910 –           | 2005 EO25           | 3 martie 2005     | Junk Bond          | Junk Bond           |
| 235990 Laennec     | 2005 FP2            | 16 martie 2005    | Saint-Sulpice      | B. Christophe       |
| 235999 Bucciantini | 2005 GA22           | 4 aprilie 2005    | San Marcello       | L. Tesi, G. Fagioli |